# Capitaine Qwark
 (mars 2011).
Si vous disposez d'ouvrages ou d'articles de référence ou si vous connaissez des sites web de qualité traitant du thème abordé ici, merci de compléter l'article en donnant les références utiles à sa vérifiabilité et en les liant à la section « Notes et références ».
Le Capitaine Qwark est un personnage de fiction apparaissant dans la série de jeux vidéo Ratchet and Clank doublé en voix française par Hervé Caradec.

## Description
Le capitaine Qwark est un héros galactique musclé, mesurant environ 3 mètres, peureux et frimeur. Il a une antenne sur la tête, un costume coloré en vert et en bleu-gris avec un « Q » au milieu du costume. Contrairement à la plupart des super-héros de l'univers Marvel qui essaient d'éviter la presse, il se vante dès qu'il le peut lors d'interviews. Son apparence rappelle Captain Biceps mais en bleu-gris et vert.

## Histoire

### Avant le début de la série
Le capitaine Qwark devient célèbre en sortant vivant du navire hanté du capitaine pirate Blackstar. Après son exploit il est chargé de combattre une invasion d'amibes géantes à Blackwater City sur la planète Rilgar provoquée par un scientifique fou qu'il a connu au lycée du nom du Docteur Néfarious. Il y arrive et se glisse dans le vaisseau de Néfarious qui prenait la fuite. Après 9 jours de route, le vaisseau atterrit sur la planète Magmos, à l'usine de robots. Qwark pousse alors Néfarious dans la lave alors qu'ils sont face-à-face sur un pont puis rentre à Métropolis, sur la planète Kerwan. Plusieurs semaines passent et Qwark prend du poids à force de se goinfrer. Sa coach Helga l'ordonne de faire un parcours de sport. Pendant ce jogging, des robots-insectes attaquent la ville. Il arrête la mini-armée et découvre que Néfarious est en vie, qu'il est désormais un robot et qu'il est l'auteur de l'attaque. Un combat s'ensuit où Qwark sort vainqueur en séparant la tête de Néfarious du reste de son corps mais le majordome robotique de ce dernier, Lawrence, assomme Qwark qui se réveille dans une prison secrète de Néfarious. Il parvient toutefois à s'échapper et s'exile dans la ceinture d'astéroïdes de Thran où il demeure pendant des mois par peur de représailles. Néfarious ne réapparaissant pas, il revient mais sa notoriété va vite baisser. Il tente de se faire de l'argent avec des contrats publicitaires. Il finit d'être obligé de participer au complot du président Drek contre une grosse somme afin d'organiser son retour.

### DansRatchet and Clank
Qwark est chargé par Drek d'éliminer Ratchet et son ami Clank, qui menacent leur plan. Il les espionne et leur fait croire qu'il accepte de les aider s'ils réussissent à survivre à un parcours. Il pense que ce parcours viendra à bout d'eux mais ils parviennent à le rejoindre. Qwark charge son monstre de les éliminer mais ce dernier échoue. Drek oblige alors Qwark à les affronter lui-même avec un vaisseau. Il s'écrase sur la planète Oltanis après un combat contre Ratchet. À la fin, Qwark fait de la pub pour la société d'armes Gadgetron. Il fait notamment la promotion de « l'hygiénateur personnel ».

### DansRatchet and Clank 2
Dans cet épisode, Qwark est porté disparu après avoir été condamné à une amende de plusieurs milliards de boulons en raison des dommages causés par son « hygiénateur personnel ». Mais, à la fin du jeu, on découvre qu'il a usurpé l'identité de M. Fizzwidget, patron de la société MégaCorp. C'est lui qui a mis en place l'invasion des proto-animaux dans la galaxie Bogon, dans le seul but de les combattre vaillamment et de retrouver ainsi son statut de super-héros auprès des foules. Mais son plan ne se déroulera pas comme prévu, et ce sera Ratchet qui se débarrassera du chef proto-animal mutant.

### DansRatchet and Clank 3
Ratchet, de retour dans la galaxie de Solana, y découvre les attaques perpétrées contre plusieurs planètes par le Docteur Néfarious ; il est alors chargé de retrouver le capitaine Qwark, seule personne ayant réussie à le stopper autrefois. Qwark est retrouvé sur la planète Florana, mais habillé comme un homme sauvage et complètement amnésique. Ayant retrouvé la mémoire, il assiste Ratchet dans quelques-unes de ses missions, mais disparaît lors de l'explosion d'un vaisseau dans le spatio-port de Zeldren. En réalité, Qwark, ayant trop peur d'affronter une nouvelle fois Néfarious, a mis en scène sa propre mort avant de s'exiler dans sa base secrète de la ceinture d'astéroïdes de Thran. Ratchet l'y ayant retrouvé, et l'ayant fait réfléchir sur son statut de héros, il finit par revenir pour éliminer Néfarious lors du combat final sur la planète Mylon.

### DansRatchet and Clank: Opération Destruction
Dans cet opus, Qwark envoie un message d'aide à Ratchet et Clank. Qwark infiltre les rangs de l'empereur Tachyon, ennemi principal des héros de la série. Néanmoins, il n'hésite pas à ramener le casque à Tachyon, ce qui permet à ce dernier de ressusciter les Cragmites.

### DansRatchet and Clank: A Crack in Time
Le Capitaine Qwark joue un rôle un peu plus important car il aide Ratchet à retrouver Clank, il se fait kidnapper mais Ratchet le délivre, à la fin du jeu, il dérive sur un astéroïde avec un monstre qu'il baptise Sultan.

### DansRatchet and Clank: All 4 One
Tout au début du jeu, il est mentionné que Qwark est devenu président, et que sa cote de popularité est en baisse car c'est un mauvais président. Les habitants craignent le retour du Docteur Néfarious, mais Qwark décide de miser sa campagne sur Néfarious pour rassurer les habitants. Néfarious invite Qwark à un prix du grand justicier, qui s'avère être une combine destinée à l'éliminer, ce dernier réanime le Zgrut qui se trouve sur les lieux afin qu'il tue Ratchet, Clank et Qwark. Cependant le Zrugt attaque Néfarious qui se résigne à coopérer avec Ratchet, Clank et Qwark pour éliminer l'animal. Peu après s'être débarrassé de la bête, une sphère géante et volante captura les 4 personnages, les amenant sur une autre planète.

## Dans Ratchet and Clank Ps4
Le jeu commence dans une prison galactique ou Qwark a été enfermé après avoir tenté de participer à la destruction de la galaxie en se joignant aux plans du Dr Nefarious. Il raconte ensuite son histoire à un autre prisonnier de la prison. Il est aussi présent tout le long du jeu et dans la cinématique de fin, où il repart avec Ratchet et Clank poursuivre Shiv Elix.